# Editorial Hierbaola
La Editorial Hierbaola fue fundada en Pamplona por Joseluis González y Pedro de Miguel, escritores y críticos literarios expertos en el cuento o relato corto. Precisamente a este género estaba dedicada la editorial, que se centró en exclusiva en la edición de textos que se pueden encuadrar en esta categoría.
Su actividad fue breve (1991-1994) y cesó como consecuencia de problemas que acucian a muchas editoriales pequeñas y minoritarias: las dificultades económicas y el coste de la distribución causan a menudo situaciones insuperables.
Sin embargo, en esos breves años se produjeron libros interesantes para conocer el panorama del cuento, concretamente, dos antologías, dedicadas, una al cuento español contemporáneo, y otra, a cuentos navideños. Además, presentó la primera colección de cuentos de William Faulkner, titulada Estos trece, traducida por José María Valverde, y otros libros, por ejemplo, de Medardo Fraile, Pedro Ugarte o Esteban Padrós. Estudios, pero también autobiografías de cuentistas completan la colección, algo desigual al englobar perspectivas tan distintas (creación, crítica, antología...), aunque siempre centradas en el mismo género literario.